# Pezosiren
Pezosiren portelli також відомий як «ходячий ламантин», є базальною сиреною раннього еоцену Ямайки, 50 мільйонів років тому. Типовий зразок представлений ямайським викопним скелетом, описаним у 2001 році Дерілом Домнінгом, палеонтологом морських ссавців з Університету Говарда у Вашингтоні, округ Колумбія. Вважається, що він мав земноводний спосіб життя, схожий на гіпопотама, і вважається перехідною формою між наземними та морськими ссавцями.

## Опис

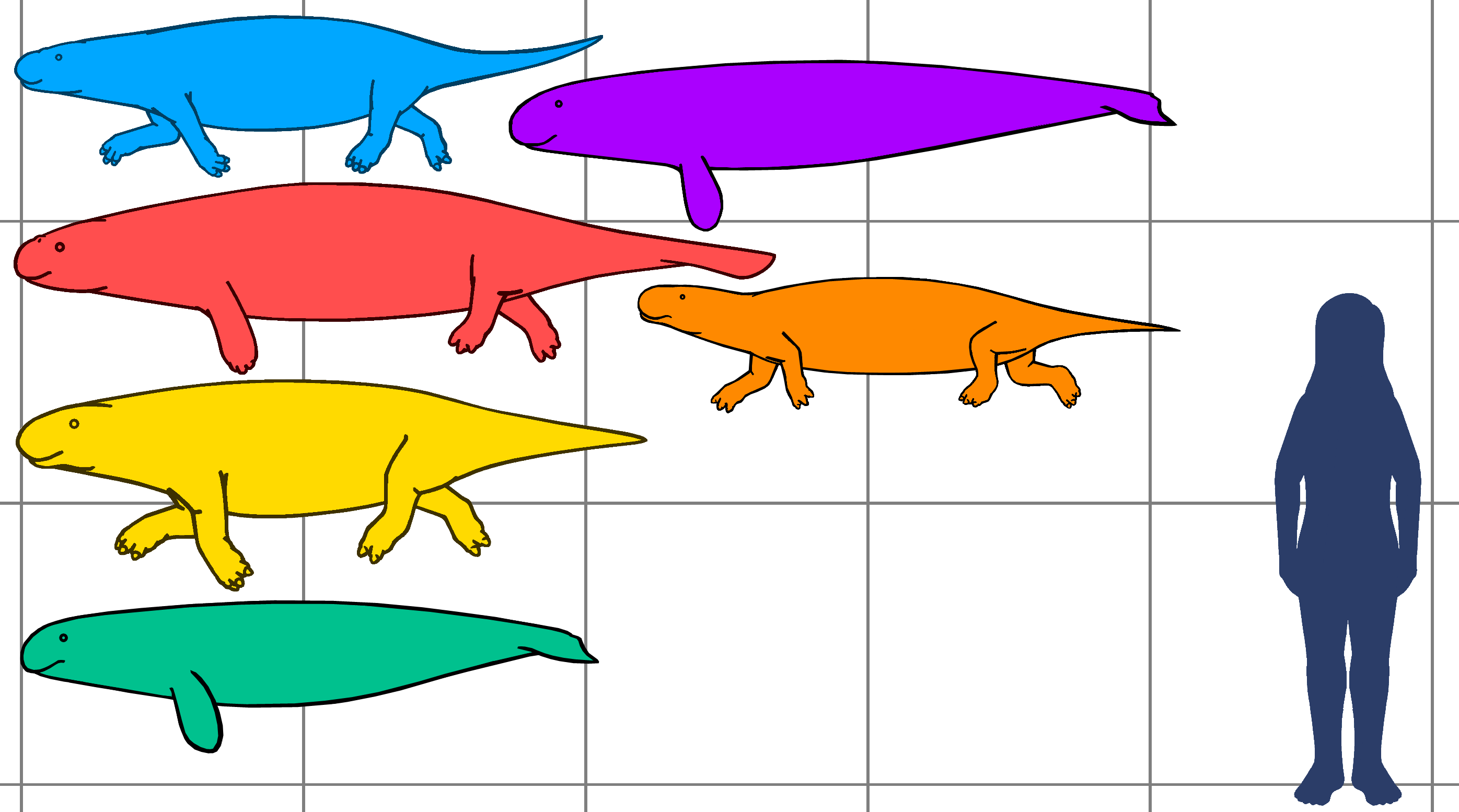
Малюнок плавання «Pezosiren» (синій) у порівнянні з трьома іншими сиренськими еоценовими таксонами.

Наразі Pezosiren не відомий з повного скелета. Початковий опис базується на деяких часткових скелетах і «декількох сотнях» ізольованих кісток, зібраних з різних кісткових пластів у складі формації Чапелтон, але Домнінг вважав, що більшість із них «здається, представляють один таксон». З них був складений майже повний скелет, лише відсутні більшість лап і хвіст. Це була перша відома чотиринога сирена.
Залишки Pezosiren вказують на те, що хоча він мав чотири кінцівки, пристосовані до ходіння по землі, череп, зуби та важкі ребра більш типові для сучасних сиренів, таких як ламантини та дюгоні. За оцінками, жива тварина була «розміром зі свиню» або приблизно 2 метри в довжину (залежно від довжини її хвоста).
Ґрунтуючись на відомих хвостових хребцях, дослідники стверджують, що пезосірен не використовував хвіст для руху у воді, а скоріше використовував задні кінцівки в режимі, подібному до видри.